# Uloborus metae
Uloborus metae là một loài nhện trong họ Uloboridae.
Loài này thuộc chi Uloborus. Uloborus metae được miêu tả năm 1981 bởi Opell.